# Neustädter Markt (Dresden)
De Neustädter Markt is een plein in de Innere Neustadt van de Duitse stad Dresden. De markt werd vermoedelijk al als dorpsplaats gebruikt voor 1200 toen er een Slavische nederzetting was in wat later Altendresden zou worden. Een kenmerk van de markt is het standbeeld Goldener Reiter van August de Sterke. 

## Naam
De naam van het plein veranderde door de jaren heen. In 1501 werd het Ringk genoemd en in 1503 Margkt. Eind van de achttiende eeuw was de benaming Marktplatz in voege en in de negentiende eeuw Am Markt. De huidige naam kreeg het plein in de jaren 1920. Door het plein Neustädter Markt te noemen kwam er een expliciet onderscheid met de tegenhangers Altmarkt en Neumarkt uit de oude binnenstad. 

## Geschiedenis
Tijdens de luchtaanvallen op Dresden in de Tweede Wereldoorlog werden de monumentale gebouwen volledig verwoest. In de jaren 1970 werd het plein modern herbouwd. Sindsdien is het plein samen met de aangrenzende Hauptstraße een voetgangerszone. 
Het bekendste kunstwerk is het ruiterstandbeeld van August de Sterke. Men begon in 1732, toen de Saksische keurvorst en Poolse koning nog leefde, aan het standbeeld en het werd voltooid toen hij al overleden was in 1733. De inhuldiging vond plaats op 26 november 1736 in aanwezigheid van zijn zoon Frederik August II. Tijdens de Tweede Wereldoorlog werd het ontmanteld en verplaatst waardoor het niet ten prooi viel aan de bombardementen. In 1956 werd het teruggeplaatst. 
Er zijn plannen om het plein opnieuw in zijn oude glorie te herstellen. Hetzelfde gebeurde met de Neumarkt, die pas na 1990 beetje bij beetje gerestaureerd werd. 

## Afbeeldingen

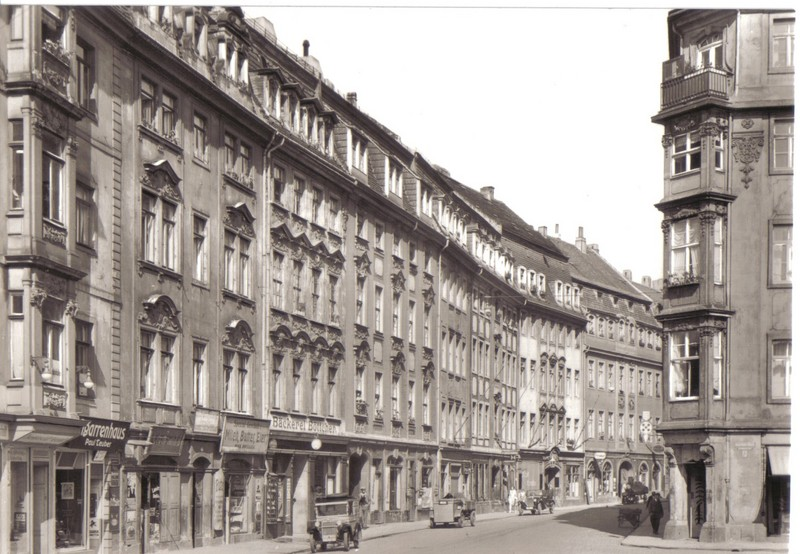
Blik vanaf de markt in de barokke Große Meißner Gasse
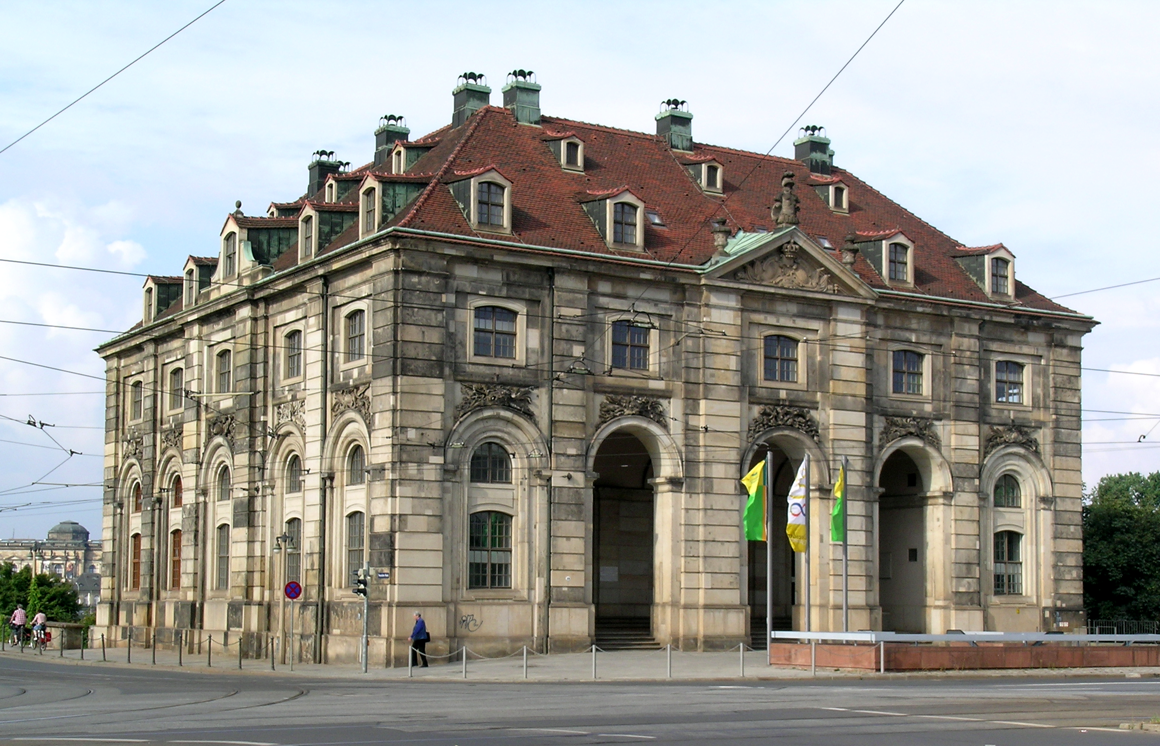
Blockhaus naast de Augustusbrücke
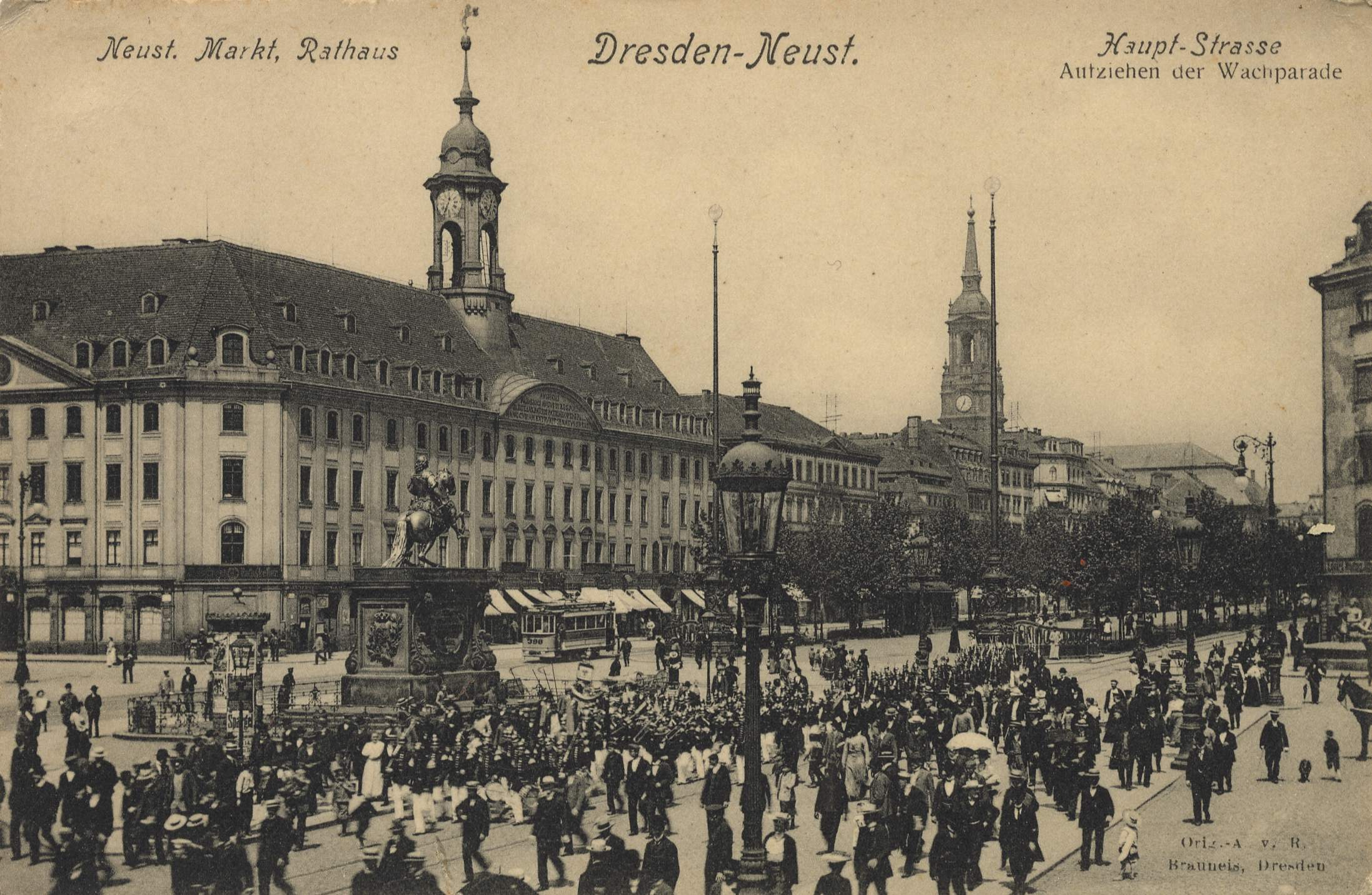
Markt met het Neustädter Rathaus omstreeks 1900
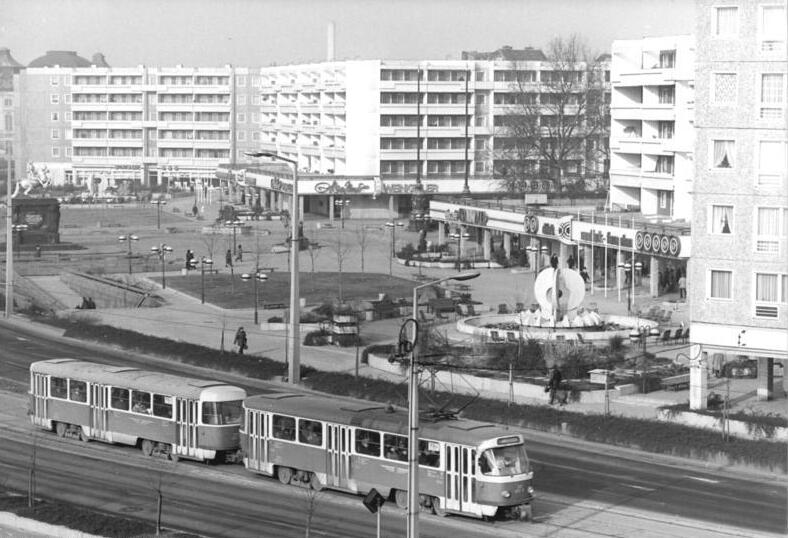
Markt in 1982